# 시미즈촌 (아키타현)
시미즈촌(清水村)은 아키타현 센보쿠군에 설치되었던 촌이다.